# Kondýli
Kondýli (grec moderne : Κονδύλι) est un site côtier avec une plage situé à quelques kilomètres du village de Vivári, dème des Naupliens dans la péninsule de l'Argolide dans le Péloponnèse en Grèce.

## Plage de Kondýli
La plage de Kondýli est un lieu très fréquenté l'été, avec deux bars et un impressionnant parking de voitures. 

## Quelques vues du site

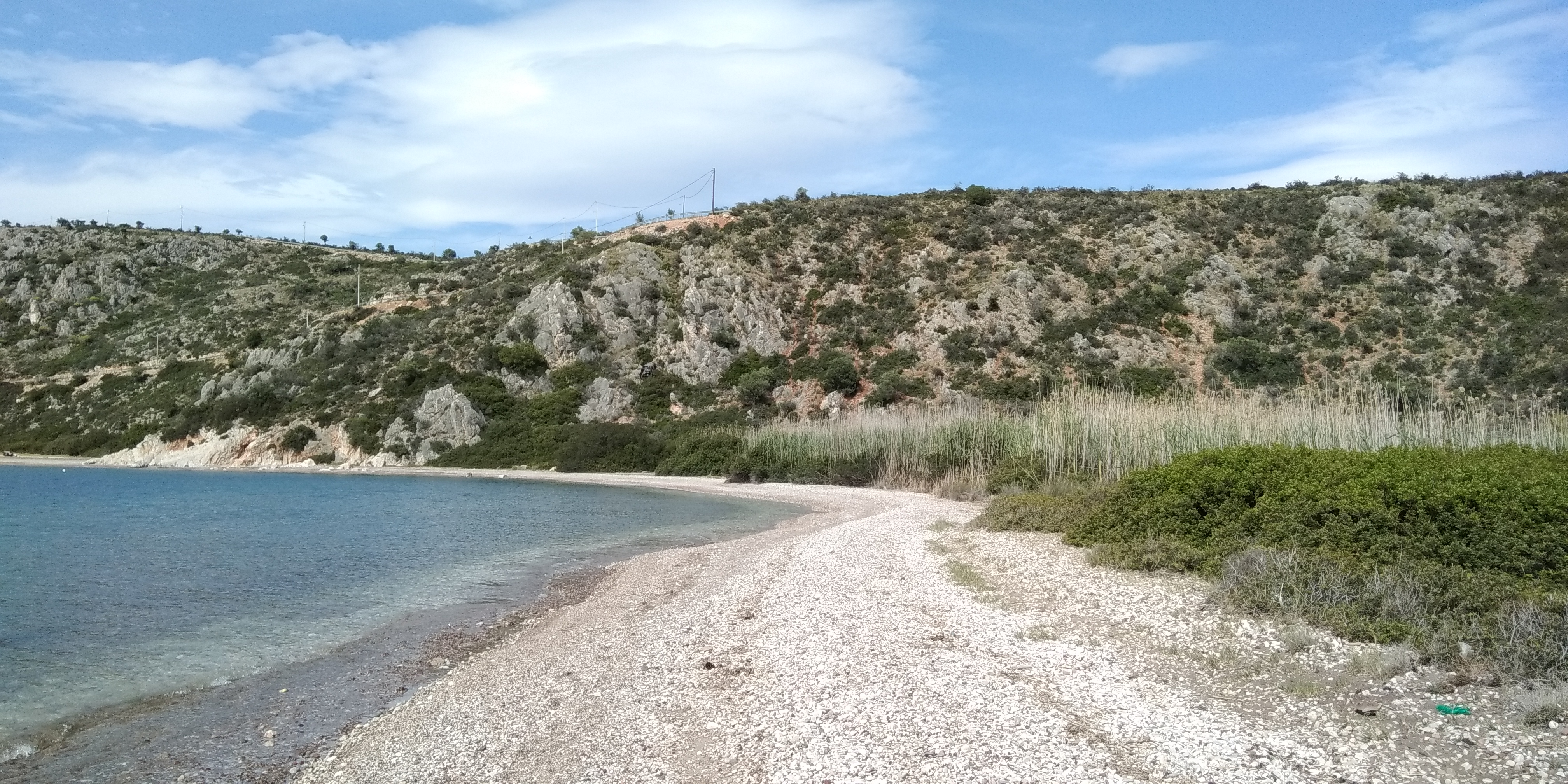
Le sud la plage abrite des marais naturels.
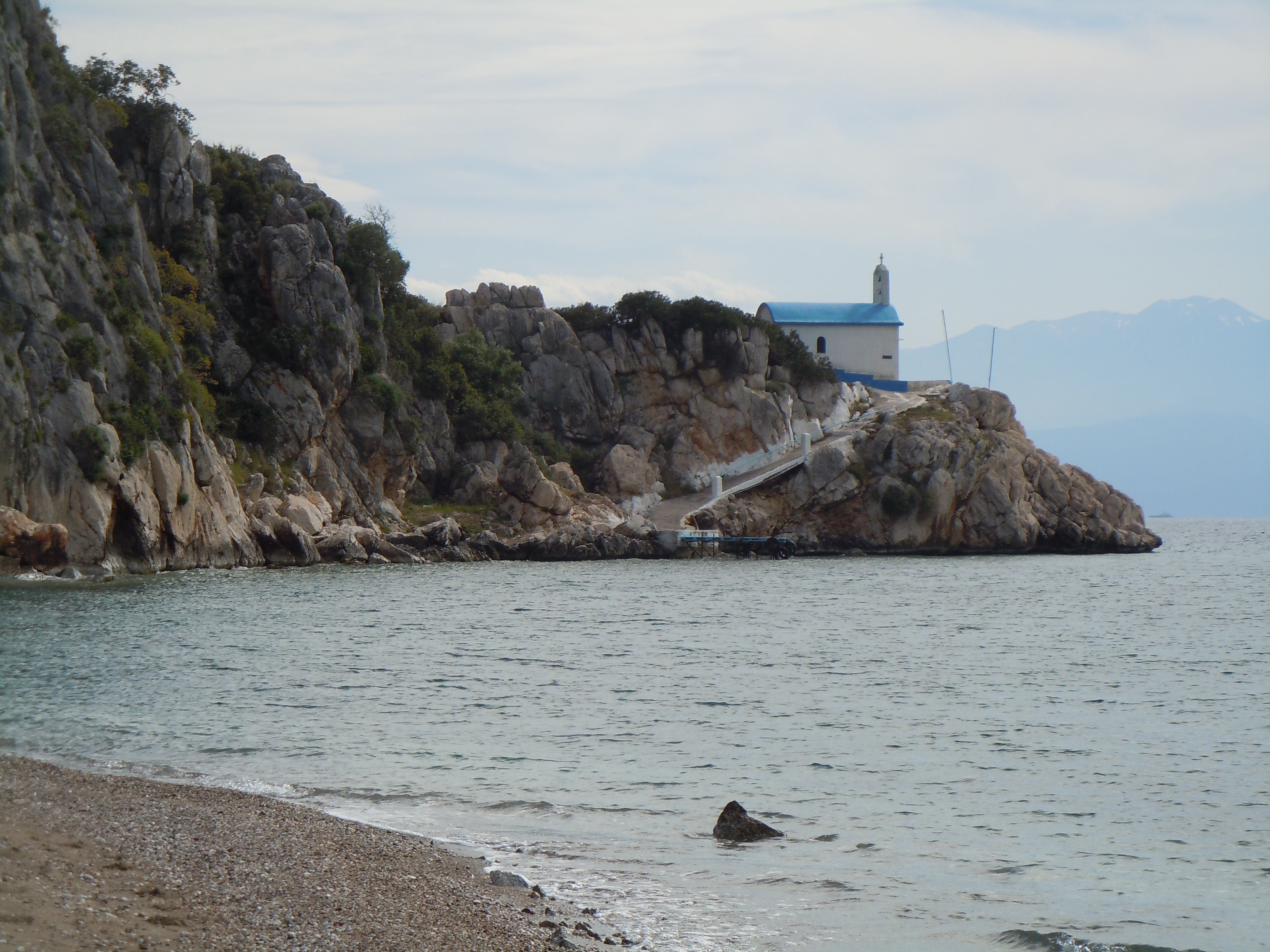
La chapelle d'Ágios Nikólaos n'est accessible que par la mer.
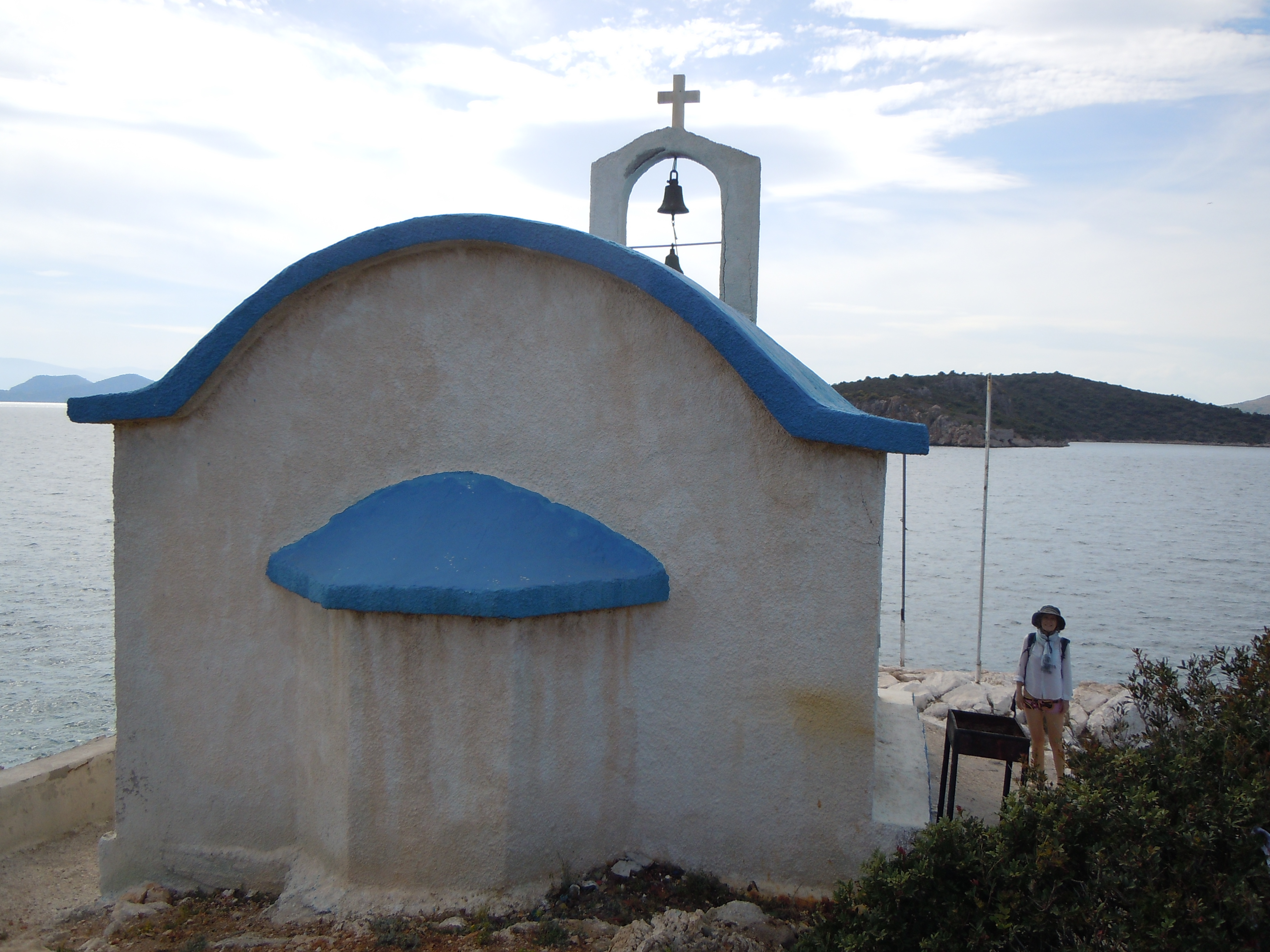
Chapelle d'Ágios Nikólaos face au cap Ákra Chaïdári.